# Patrycja Wyciszkiewicz
Patrycja Wyciszkiewicz (ur. 8 stycznia 1994 w Śremie) – polska lekkoatletka, sprinterka, doktor nauk o zarządzaniu i jakości. Dwukrotnie reprezentowała Polskę na Igrzyskach Olimpijskich (Rio de Janeiro, Londyn). Lekkoatletka specjalizująca się na dystansie 400 oraz 800 metrów.
W latach 2019–2023 startowała pod nazwiskiem Wyciszkiewicz-Zawadzka.

## Osiągnięcia
| Rok  | Impreza                                 | Miejsce           | Konkurencja                   | Lokata     | Wynik           | Źródła |
| ---- | --------------------------------------- | ----------------- | ----------------------------- | ---------- | --------------- | ------ |
| 2011 | Superliga drużynowych mistrzostw Europy | Sztokholm         | sztafeta 4 × 400 m            | 9. miejsce | 3:35,65         | [ 1 ]  |
| 2011 | Mistrzostwa świata juniorów młodszych   | Villeneuve-d’Ascq | bieg na 400 m                 | eliminacje | 53,97           | [ 2 ]  |
| 2011 | Mistrzostwa świata juniorów młodszych   | Villeneuve-d’Ascq | sztafeta szwedzka             | 7. miejsce | 2:10,35         | [ 3 ]  |
| 2011 | Mistrzostwa Europy juniorów             | Tallinn           | sztafeta 4 × 400 m            | 2. miejsce | 3:35,35         | [ 4 ]  |
| 2012 | Mistrzostwa świata juniorów             | Barcelona         | bieg na 400 m                 | półfinał   | 53,04           | [ 5 ]  |
| 2012 | Mistrzostwa świata juniorów             | Barcelona         | sztafeta 4 × 400 m            | 7. miejsce | 3:37,90         |        |
| 2012 | Igrzyska olimpijskie                    | Londyn            | sztafeta 4 × 400 m            | eliminacje | 3:30,15         |        |
| 2013 | Superliga drużynowych mistrzostw Europy | Gateshead         | sztafeta 4 × 400 m            | 5. miejsce | 3:31,35         |        |
| 2013 | Mistrzostwa Europy juniorów             | Rieti             | bieg na 400 m                 | 1. miejsce | 51,56           |        |
| 2013 | Mistrzostwa Europy juniorów             | Rieti             | sztafeta 4 × 400 m            | 1. miejsce | 3:32,63         |        |
| 2013 | Mistrzostwa świata                      | Moskwa            | sztafeta 4 × 400 m            | eliminacje | 3:29,75         |        |
| 2014 | Halowe mistrzostwa świata               | Sopot             | sztafeta 4 × 400 m            | 4. miejsce | 3:29,89         |        |
| 2014 | Mistrzostwa Europy                      | Zurych            | bieg na 400 m                 | eliminacje | 52,73           |        |
| 2014 | Mistrzostwa Europy                      | Zurych            | sztafeta 4 × 400 m            | 5. miejsce | 3:25,73         |        |
| 2015 | Superliga drużynowych mistrzostw Europy | Czeboksary        | sztafeta 4 × 400 m            | 7. miejsce | 3:30,18         |        |
| 2015 | Młodzieżowe mistrzostwa Europy          | Tallinn           | bieg na 400 m                 | 3. miejsce | 51,63           |        |
| 2015 | Młodzieżowe mistrzostwa Europy          | Tallinn           | sztafeta 4 × 400 m            | 2. miejsce | 3:30,24         |        |
| 2015 | Mistrzostwa świata                      | Pekin             | bieg na 400 m                 | półfinał   | 51,94           |        |
| 2015 | Mistrzostwa świata                      | Pekin             | sztafeta 4 × 400 m            | eliminacje | 3:32,83         |        |
| 2016 | Mistrzostwa Europy                      | Amsterdam         | bieg na 400 m                 | półfinał   | 52,92           |        |
| 2016 | Mistrzostwa Europy                      | Amsterdam         | sztafeta 4 × 400 m            | 4. miejsce | 3:27,60         |        |
| 2016 | Igrzyska olimpijskie                    | Rio de Janeiro    | bieg na 400 m                 | półfinał   | 52,51           |        |
| 2016 | Igrzyska olimpijskie                    | Rio de Janeiro    | sztafeta 4 × 400 m            | 7. miejsce | 3:27,28         |        |
| 2017 | Halowe mistrzostwa Europy               | Belgrad           | sztafeta 4 × 400 m            | 1. miejsce | 3:29,94         |        |
| 2017 | Superliga drużynowych mistrzostw Europy | Lille             | sztafeta 4 × 400 m            | 1. miejsce | 3:27,60         |        |
| 2017 | Mistrzostwa świata                      | Londyn            | sztafeta 4 × 400 m            | 3. miejsce | 3:25,41 (elim.) |        |
| 2017 | Uniwersjada                             | Tajpej            | sztafeta 4 × 400 m            | 1. miejsce | 3:26,75         |        |
| 2018 | Halowe mistrzostwa świata               | Birmingham        | bieg na 400 m                 | eliminacje | 53,22           |        |
| 2018 | Halowe mistrzostwa świata               | Birmingham        | sztafeta 4 × 400 m            | 2. miejsce | 3:26,09         |        |
| 2018 | Mistrzostwa Europy                      | Berlin            | sztafeta 4 × 400 m            | 1. miejsce | 3:26,59         |        |
| 2019 | IAAF World Relays                       | Jokohama          | sztafeta 4 × 400 m            | 1. miejsce | 3:27,49         |        |
| 2019 | IAAF World Relays                       | Jokohama          | sztafeta mieszana (4 × 400 m) | 5. miejsce | 3:30,65 (elim.) |        |
| 2019 | Mistrzostwa świata                      | Doha              | sztafeta 4 × 400 m            | 2. miejsce | 3:21,89         |        |
| 2023 | Mistrzostwa świata                      | Budapeszt         | sztafeta 4 × 400 m            | 6. miejsce | 3:24,93         |        |
| 2023 | Mistrzostwa świata                      | Budapeszt         | sztafeta mieszana             | 8. miejsce | 3:15,49         |        |

Złota medalistka mistrzostw kraju w różnych kategoriach wiekowych (w tym seniorów). 6 grudnia 2024 ogłosiła zakończenie zawodowej kariery sportowej.

## Rekordy życiowe
- Bieg na 400 metrów (stadion) – 51,31 (2015)
- Bieg na 400 metrów (hala) – 52,51 (2017)
- Bieg na 800 metrów – 2:02,24 (2023)

## Życie prywatne
W 2019 wzięła ślub z Tomaszem Zawadzkim i przyjęła dwuczłonowe nazwisko Wyciszkiewicz-Zawadzka. W 2023 roku po rozwodzie powróciła do panieńskiego nazwiska.